# Villa Saïd
La villa Saïd est une voie privée du 16e arrondissement de Paris, en France.

## Situation et accès

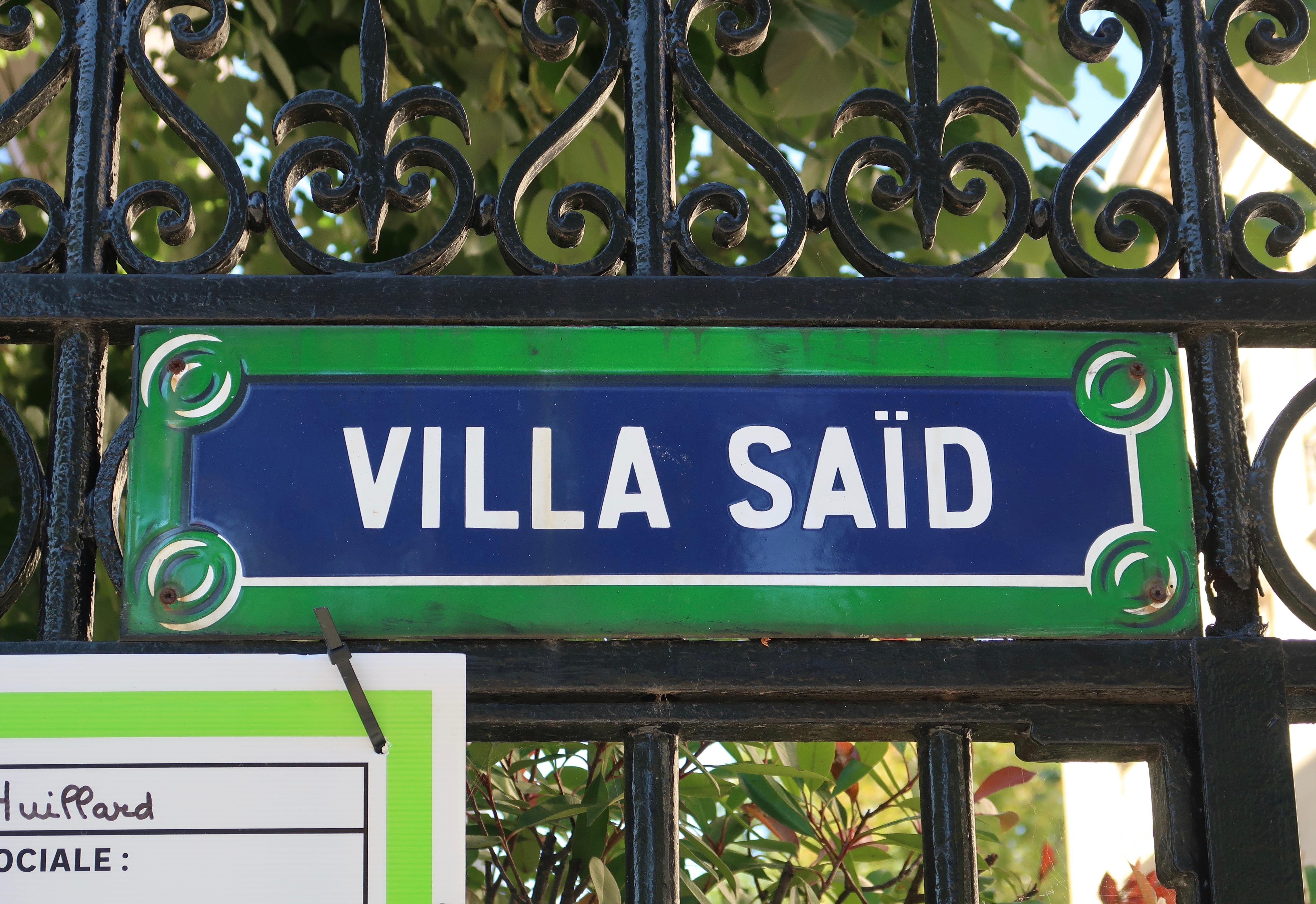
Plaque de la voie.

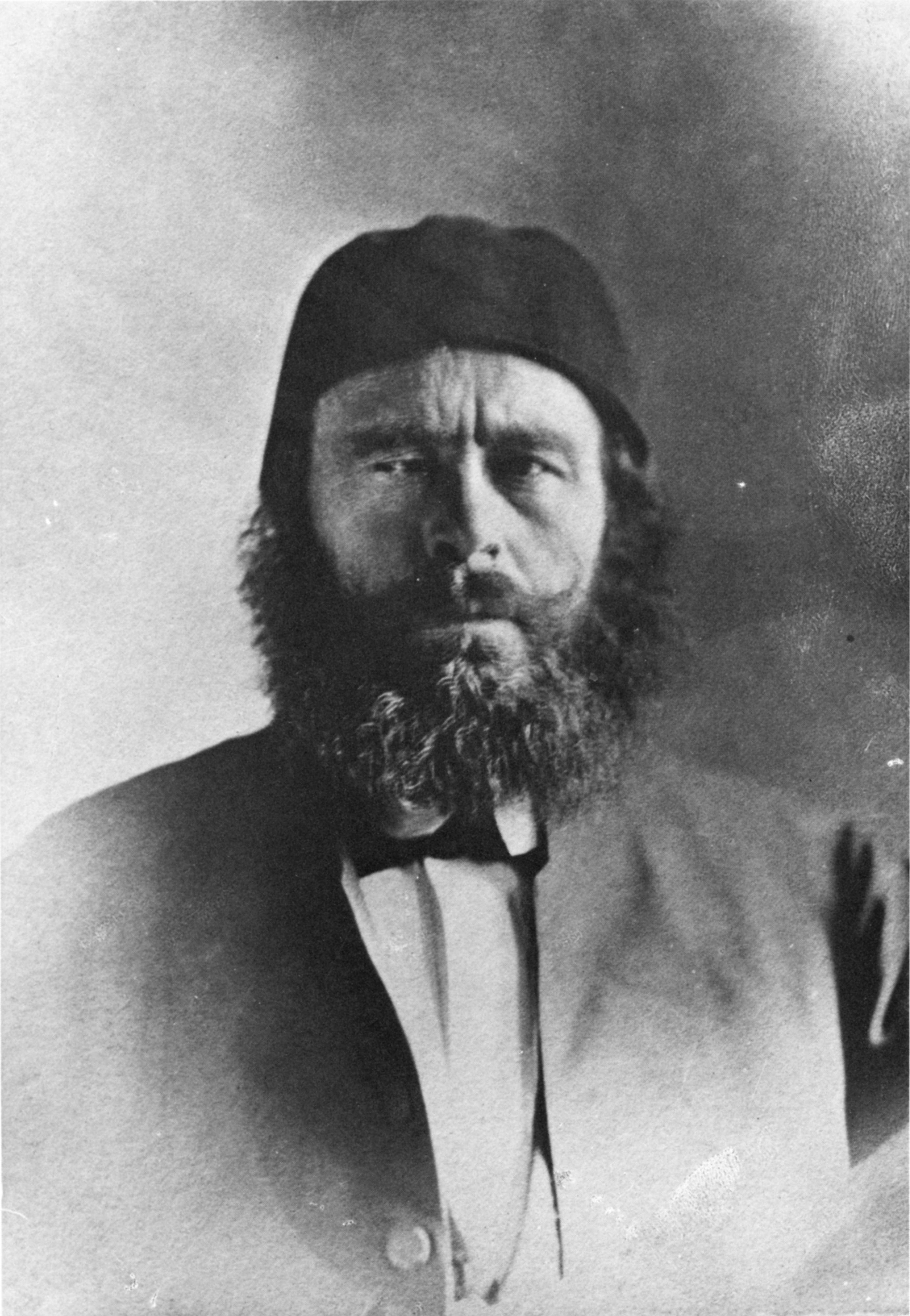
Saïd Pacha en 1855.

La villa Saïd est une voie privée située dans le 16e arrondissement de Paris. Elle débute juste après l'angle du 70 avenue Foch, au 68 rue Pergolèse et se termine en impasse.
La rue est desservie par la ligne 2, à la station Porte Dauphine et par la ligne C du RER à la gare de l'avenue Foch.

## Origine du nom
La villa Saïd porte le nom de Saïd Pacha (1822-1863), vice-roi d'Égypte de 1854 à 1863, qui fit ses études en France et qui accorda à Ferdinand de Lesseps la concession du canal de Suez.

## Historique
Le nom fut donné par M. Hardon, fondateur de la villa et l'un des entrepreneurs du canal de Suez,.

## Bâtiments remarquables et lieux de mémoire

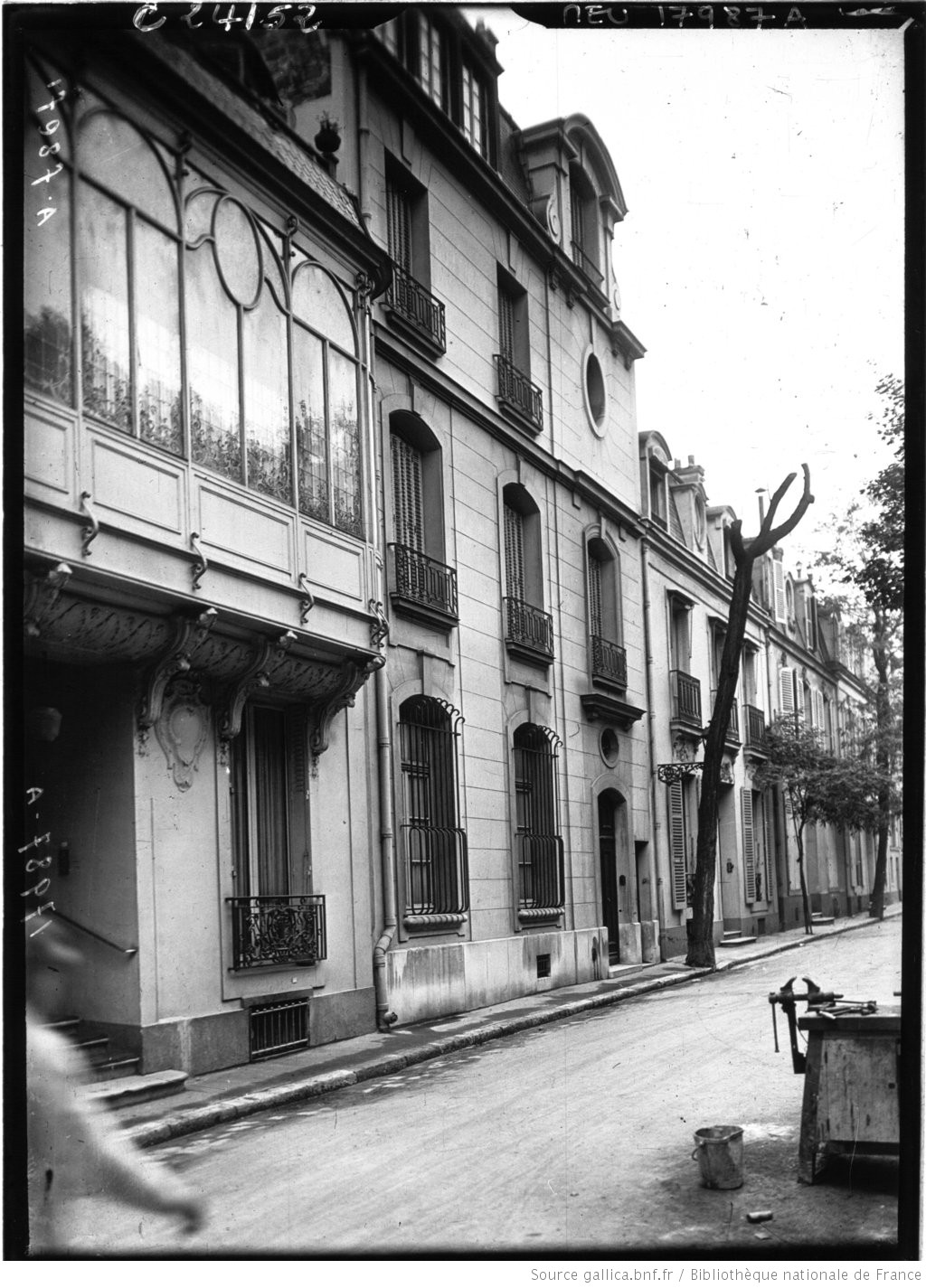
La maison d'Anatole France en 1924.

- Les chanteurs Mc Solaar, Pascal Obispo et Eddy Mitchell habitent la villa[4].
- No 3 : c’est à cette adresse que mourut le patron de presse Paul Dalloz (1829-1887)[1],[5].
- No 4 bis : le peintre Abel Faivre (1867-1945) a habité à cet endroit[1],[6].
- No 5 : après avoir vécu rue Chalgrin[1], l’écrivain Anatole France a vécu à cette adresse[7] à partir de 1894[8] et a gardé cette maison, qu’il avait transformée en véritable musée[9] jusqu'à sa mort en 1924. Quelques jours après son décès[10], la dépouille mortelle de l’écrivain est exposée dans un salon du rez-de-chaussée, devant laquelle vient se recueillir, dès 9 heures du matin, une foule composée de plusieurs centaines d’admirateurs anonymes, avant de laisser la place, en début d’après-midi, aux officiels, le président du Conseil, Édouard Herriot, puis le président de la République, Gaston Doumergue, et plusieurs ministres[11].
- No 6 : ambassade de Lettonie en France.
- No 8 : ambassade du Ghana en France.
- No 9 : domicile du sculpteur Amédée Doublemard (1826-1900), qui y meurt le 20 juillet 1900[12]. L'écrivain Adolphe Aderer (1855-1923) y a vécu et y est mort également quelques années plus tard.
- No 15 : ancien hôtel particulier de l’homme d’État Pierre Laval (1883-1945), qui en a été le locataire de 1917 à 1923 puis le propriétaire jusqu'en 1945[13]. À la Libération, en 1944, cette maison aurait abrité une prison provisoire[14]. Dans les années 1960, c'est l'ambassade de Grèce[15].
- No 19 : le journaliste, auteur de théâtre et homme politique Henri de Rochefort-Luçay dit Henri Rochefort a vécu à cette adresse au moment de son troisième mariage en 1897 avec Marguerite Vervoort[16]. À la suite d’une polémique entre Henri Rochefort et un autre directeur de presse, un duel à l’épée est organisé le 28 mai 1898 entre les deux hommes sur un emplacement de lawn-tennis situé entre la villa Saïd et la villa Dupont. Henri Rochefort est blessé à la poitrine, ce qui provoque une hémorragie et met fin au combat[17].
- No 27 : hôtel Bressy, construit en 1927-1928 par l’architecte Auguste Perret[18].
- No 29 : le peintre Kees Van Dongen (1877-1969) a habité ici entre 1916 et 1922[19].

## La villa dans la culture et les médias
- Anatole France, Les matinées de la villa Saïd, Bernard Grasset, Paris, 1921.
- « Archives pour : Villa Saïd », Société historique d'Auteuil et de Passy.
- Villa Saïd est le titre d'une chanson de Pascal Obispo (2013).